# Dwars door de Westhoek
La Dwars door de Westhoek (lit: A través de Westhoek) és una cursa ciclista femenina que es disputa anualment als voltants de Boezinge, a Bèlgica, des del 2009. Forma part del calendari de la Unió Ciclista Internacional.

## Palmarès
| Any  | Vencedor              | Segon              | Tercer                    |         |
| ---- | --------------------- | ------------------ | ------------------------- | ------- |
| 2007 | Emma Johansson        | Suzie Godart       | Sylvia Debboudt           |         |
| 2008 | Lizzie Armitstead     | Veerle Ingels      | Mascha Pijnenborg         |         |
| 2009 | Liesbet De Vocht      | Lensy Debboudt     | Sofie De Vuyst            |         |
| 2010 | Liesbet De Vocht      | Petra Dijkman      | Suzanne de Goede          |         |
| 2011 | Grace Verbeke         | Janneke Ensing     | Martine Bras              |         |
| 2012 | Kim de Baat           | Laura van der Kamp | Martina Zwick             |         |
| 2013 | Jolien D'Hoore        | Martine Bras       | Pauline Ferrand-Prévot    |         |
| 2014 | Anna van der Breggen  | Jolien D'Hoore     | Lucy Garner               |         |
| 2015 | Élise Delzenne        | Jolien D'Hoore     | Tiffany Cromwell          |         |
| 2016 | Christine Majerus     | Elena Cecchini     | Emma Johansson            |         |
| 2017 | Valentina Scandolara  | Natalie van Gogh   | Maria Giulia Confalonieri |         |
| 2018 | Nguyễn Thị Thật       | Lorena Wiebes      | Elisa Balsamo             |         |
| 2019 | Elisa Balsamo         | Lorena Wiebes      | Lotte Kopecky             |         |
| 2020 | suspesa               | suspesa            | suspesa                   | suspesa |
| 2021 | Lorena Wiebes         | Jolien D'Hoore     | Barbara Guarischi         |         |
| 2022 | Chiara Consonni       | Sofie van Rooijen  | Gaia Masetti              |         |
| 2023 | Pfeiffer Georgi       | Léa Curinier       | Charlotte Kool            |         |
| 2024 | Kathrin Schweinberger | Lauretta Hanson    | Lily Williams             |         |
| 2025 |                       |                    |                           |         |